# Розман, Леви
Ле́ви Ро́зман (англ. Levy Rozman; род. 5 декабря 1995, Бруклин, Нью-Йорк или Нью-Йорк, Нью-Йорк), известный под псевдонимом GothamChess, — американский шахматист, международный мастер (2018) и видеоблогер. Автор шахматных каналов GothamChess на YouTube и Twitch.

## Биография
Родился в Бруклине 5 декабря 1995 года в еврейской семье и в детстве жил как в Нью-Йорке, так и в Нью-Джерси. Розман вырос, говоря на русском как на родном языке, и начал изучать английский только в дошкольном возрасте. Он начал играть в шахматы в возрасте 6 лет в качестве внеклассной деятельности и принял участие в своем первом турнире в возрасте 7 лет. Розман получил звания национального мастера в 2011 году от Шахматной федерации США, мастера ФИДЕ в 2016 году и международного мастера в 2018 году. Розман начал свою карьеру в качестве тренера по шахматам в 2014 году.
Розман учился в колледже Баруха, где в 2017 году получил степень бакалавра в области статистики и количественного моделирования. Прежде чем сосредоточиться на шахматах как на постоянной карьере, он работал специалистом по обслуживанию клиентов в UBS Wealth Management.

## Интернет-карьера
Леви Розман — Twitch-стример и ютубер. По состоянию на май 2024 года у него самый популярный канал по шахматам на YouTube, насчитывающий около 5 миллионов подписчиков. Кроме того, в настоящее время у него самое большое общее количество просмотров среди всех шахматных каналов — более 2 млрд, это первый шахматный канал, добившийся такого результата. Розман тесно сотрудничает с Chess.com и участвует в партнёрстве как стример с 2017 года. Розман является постоянным комментатором Chess.com, в в частности, комментировал PogChamps и Турнир претендентов 2020.
Как и многие деятели онлайн-шахмат, Леви Розман стал очень популярным во время пандемии COVID-19, особенно после выхода мини-сериала «Ход королевы». По состоянию на ноябрь 2022 года общее количество просмотров канала Розмана на YouTube составило более полумиллиарда просмотров и 98 видео с миллионом просмотров. Всего за 3 месяца, начиная с декабря 2022 года, Розман пережил очередной всплеск просмотров, превзойдя миллиард, включая 185 видеороликов с миллионом просмотров и более. До декабря 2022 года Розман набирал в среднем около 20 миллионов просмотров, но этот средний показатель вырос примерно до 155 миллионов в месяц, включая более 200 миллионов новых просмотров за один месяц.
Леви Розман попал в международные новости в марте 2021 года, когда проиграл матч на Chess.com индонезийскому шахматисту под никнеймом Dewa_Kipas.. Розман заподозрил, что оппонент жульничал, и сообщил о нём команде фэйр-плей Chess.com. Аккаунт Dewa_Kipas позже был забанен, что вызвало негативную реакцию со стороны индонезийских пользователей сети и привело к травле Розмана в социальных сетях. Розман закрыл свои аккаунты в социальных сетях и взял небольшой перерыв в стриминге. Позже Dewa_Kipas не смог сыграть на высоком уровне в серии живых матчей из-за блокировки.
11 июля 2022 года GothamChess объявил об уходе из профессиональных шахмат из-за физического и психического стресса. 23 апреля 2024 года объявил о возобновлении карьеры профессионального шахматиста.

## Филантропия
14 октября 2021 года объявил о создании стипендиального фонда Леви Розмана, через который жертвует 100 000 долларов на шахматные программы начальной, средней и старшей школы. Фонд управляется ChessKid, дочерней компанией Chess.com, и школы могут получить от 5 до 15 тыс. долларов на оплату расходов на обучение, турнирные взносы и командировочные расходы.